# Etrog
Pour les articles homonymes, voir Etrog (homonymie).

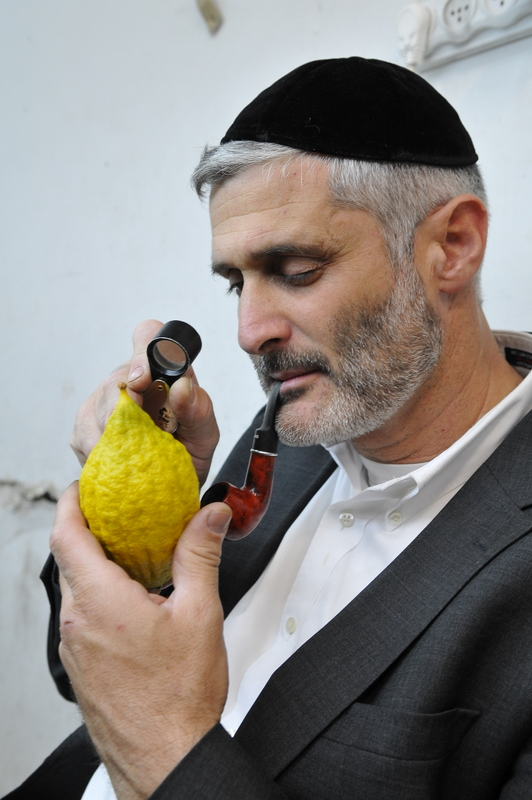
Examen d’un etrog avec pitom avant la fête de Soukkot.

Etrog (hébreu : אתרוג) ou esrog en yiddish, est le nom du cédrat, fruit utilisé par les Juifs lors de la fête de Soukkot. Il constitue, avec le loulav, l’hadass et la aravah, le bouquet des « quatre espèces ».

## L’etrog dans les sources juives
L’etrog est identifié par la tradition rabbinique au fruit que la Bible appelle pri etz hadar (hébreu : פרי עץ הדר « fruit du bel arbre » ou « de l’arbre hadar »). En regardant le retable Adoration de l'Agneau mystique des frères Eyck, certains rapprochent l'Etrog du « fruit défendu » que Eve croque, provoquant la faute originelle. Le nom etrog proviendrait du persan torong ou du sanskrit suranga ; d’aucuns en concluent que ce fruit aurait été importé depuis le nord de l’Inde lors des conquêtes d’Alexandre de Macédoine mais d’autres affirment qu’il était déjà cultivé en Égypte. Il est largement connu à l’époque du Second Temple de Jérusalem où un prêtre (que Josèphe identifie à Alexandre Jannée et le Talmud à un Saducéen) est lapidé à coup d’etrogs par une foule en colère lors de la fête de Soukkot.

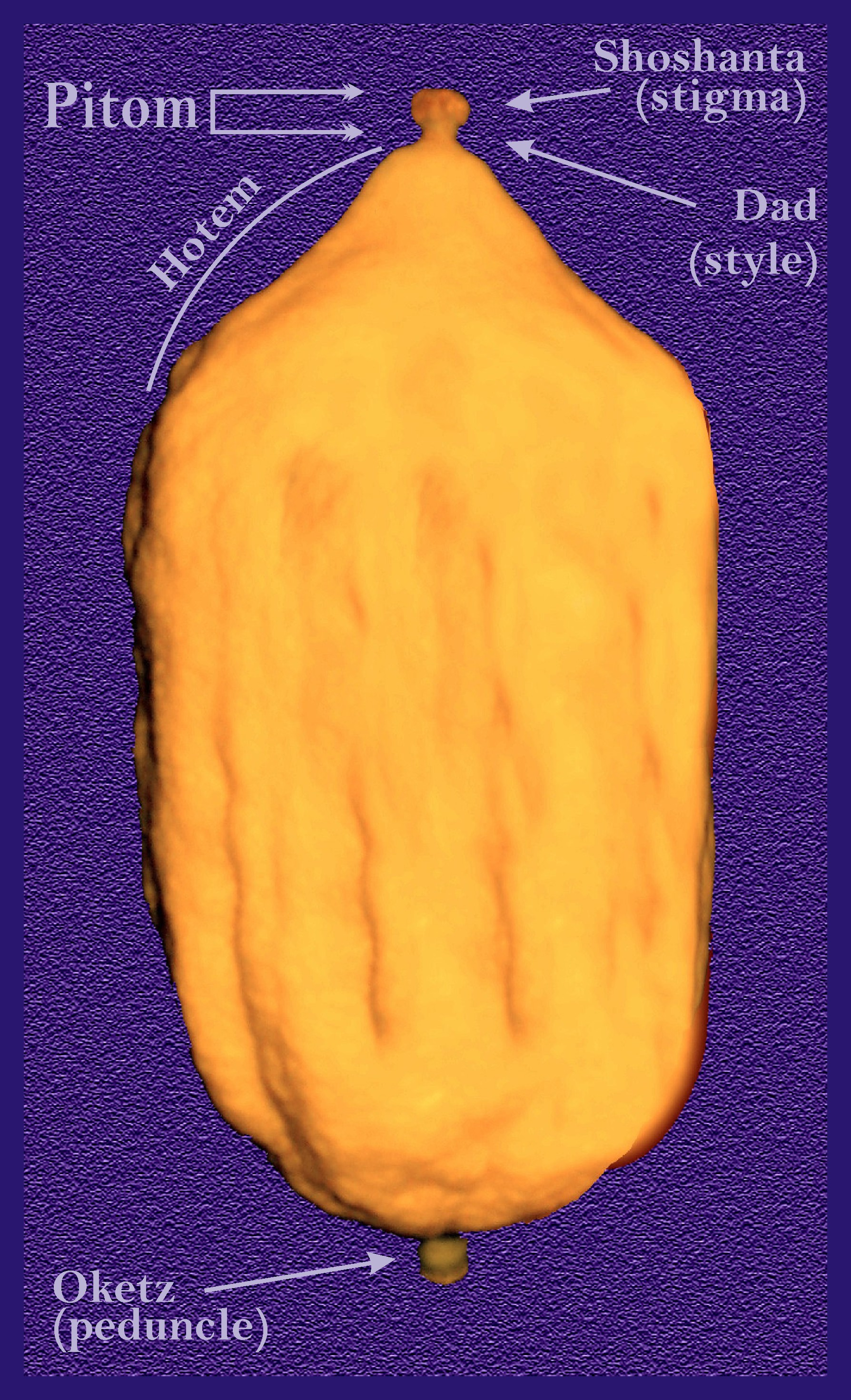
Anatomie d’un etrog conforme aux prescriptions.

L'etrog est un fruit à croissance lente. L'arbre donne ses fruits vers trois ans. Ceux-ci sont oblongs, et peuvent atteindre 15 cm de long. La pelure est épaisse, rénitente, odoriférante et couverte de protubérances ; la pulpe est blanche et subacide. Lorsqu'on l'achète avant Soukkot, il est typiquement vert, et vire au jaune profond au cours de la semaine de la fête.
En France il est principalement cultivé en Corse.

### Sans défaut
D'après la Halakha, l'etrog utilisé pour la mitzvah des « Quatre espèces » doit être sans défaut, de forme et état parfait. Un etrog qui possède encore un pitom à son bout (le pitom est une petite excroissance tombant généralement au cours du processus de croissance) est considéré comme particulièrement précieux. Les détails exacts quant au « meilleur » etrog possible sont consignés dans les grands ouvrages de Halakha. Du fait de la rareté des etroguim « parfaits », leur prix peut monter jusqu'à 1 000 €. De nombreuses histoires rapportent l'histoire d'humbles gens dans les shtetls d'Europe de l'Est dépensant des sommes princières pour avoir le privilège de posséder un etrog casher pour Soukkot. La forme du fruit, également appelée Guidoul, est particulièrement importante, ainsi que la propreté de la partie supérieure du fruit. Différentes autorités de la loi juive se disputent quant à la définition exacte de la « partie supérieure de l'etrog ». On admet généralement qu'il s'agit du tiers supérieur du fruit.

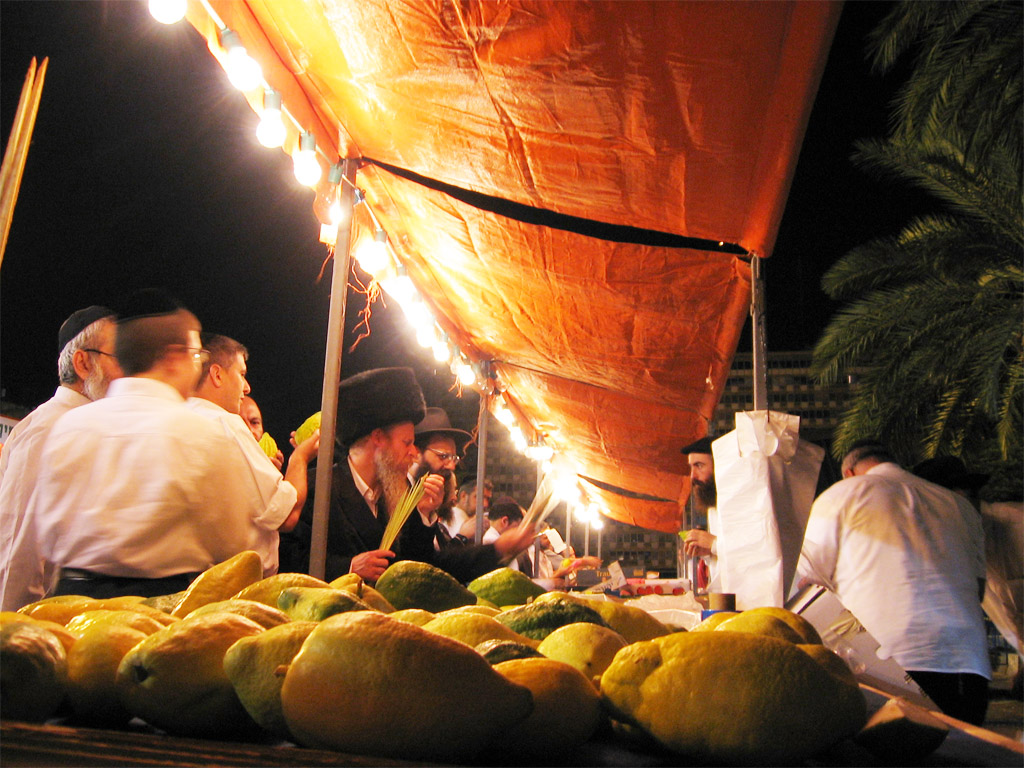
Etroguim en vente sur un marché de Tel Aviv.

### Usage
La mitzvah première de l'usage d'un etrog est le balancement des « Quatre espèces » juste avec la cérémonie du Hallel. Après la fête, certains bouillent la pelure du fruit pour en faire de la confiture, des fruits confits ou des cakes aux fruits.

### Origines

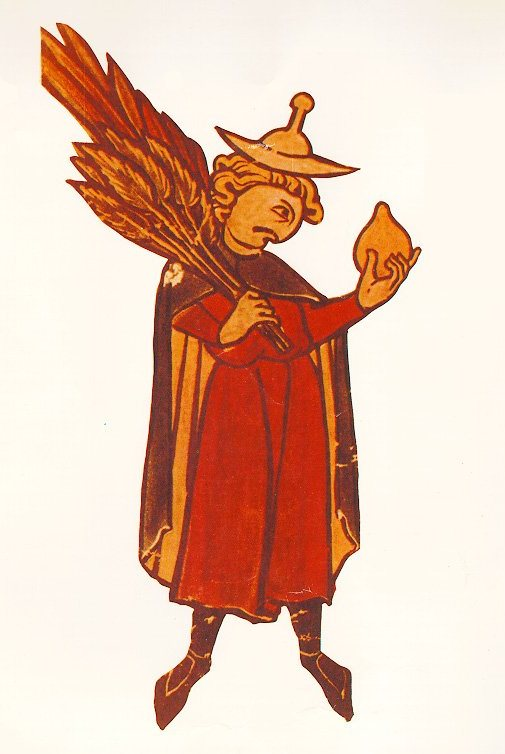
Détail d'un calendrier médiéval où le personnage (portant le judenhut) observe letrog.

Les naturalistes modernes considèrent que l'etrog provient du Nord de l'Inde, et est arrivé dans les pays du bassin méditerranéen via les Mèdes ou les Perses; d'où l'origine du nom scientifique de l'espèce, Citrus medica (et des noms latins, non scientifiques, du fruit, Malum medica et Malum persica).
Il est possible que les Juifs aient pris l'arbre avec eux de Babylone en Eretz Israël, lors du retour de l'exil à Babylone. Cependant, cette théorie est rejetée par d'autres spécialistes (Isaac, Science 129:179-85, 1959). Andrews (Agr. Hist. 35(1):35-46, 1961) a pour sa part associé le mot biblique hadar à l'assyrien adaru (citron), ce qui indique fermement que l'etrog se trouvait en mains juives aux temps bibliques.